# 鸿玮澜山站
鸿玮澜山站位于中华人民共和国辽宁省大连市金州区，是大连地铁3号线九里支线的地铁车站，于2008年12月28日随3号线九里支线开通而启用。
车站建设时期用名“砬河路站”，后因广告冠名因素更名为附近楼盘名称“鸿玮澜山”。

## 位置
鸿玮澜山站位于金州区五一路与砬河路路口北侧，五一路路东。

## 车站结构
鸿玮澜山站为侧式站台高架站。
| 地上二层          | 站台         | \| 側式 · 開右邊车门 \| \| \| \| \| \| █ 3号线支线往九里及普兰店振兴街（东山路） \| \| \| \| █ 3号线支线往开发区（通世泰） \| \| 側式 · 開右邊车门 \| \| \| |
| 地面              | 站厅及出入口 | 客服中心、自动售票机、验票机、出入口 |
| 側式 · 開右邊车门 |              | |
|                   |              | █ 3号线支线往九里及普兰店振兴街（东山路） |
|                   |              | █ 3号线支线往开发区（通世泰） |
| 側式 · 開右邊车门 |              | |

### 车站出口
本站设有2个出入口，位于五一路东侧。
| 出口编号 | 出口指示 | 建议前往的目的地                     |
| -------- | -------- | ------------------------------------ |
| 出口 · A | 暂停使用 | 五一路、凤祥路、左岸阳光、八里河小区 |
| 出口 · B |          | 五一路、昌临家园、华邦俪城、鸿玮澜山 |

## 附近公交线路
- B出入口 - 昌赫801、昌赫802、昌赫803、昌赫805、昌赫806、昌赫811、金州105、金州116路公交车。